# Separazione dei sessi nell'ebraismo
Nell'Ebraismo, specialmente secondo la tradizione ortodossa, ci sono una serie di contesti e situazioni in cui uomini e donne sono tenuti separati, al fine di conformarsi ai vari elementi della Halakhah ed evitare che uomini e donne si mescolino. Altre correnti e forme di Ebraismo raramente tengono a separare i due sessi, non più di quanto lo faccia la società laica occidentale.

## Analisi
Le ragioni principali per la separazione dei sessi nell'Ebraismo:
- per ragioni spirituali, "materiali", per rispetto dell'individuo e di Dio;
- l'uomo e la donna devono evitare di esporsi a situazioni dove vi sia un comportamento immodestamente scelto, e si devono prendere rigorose misure per evitare tali occasioni.

## Contesto

### Sinagoga

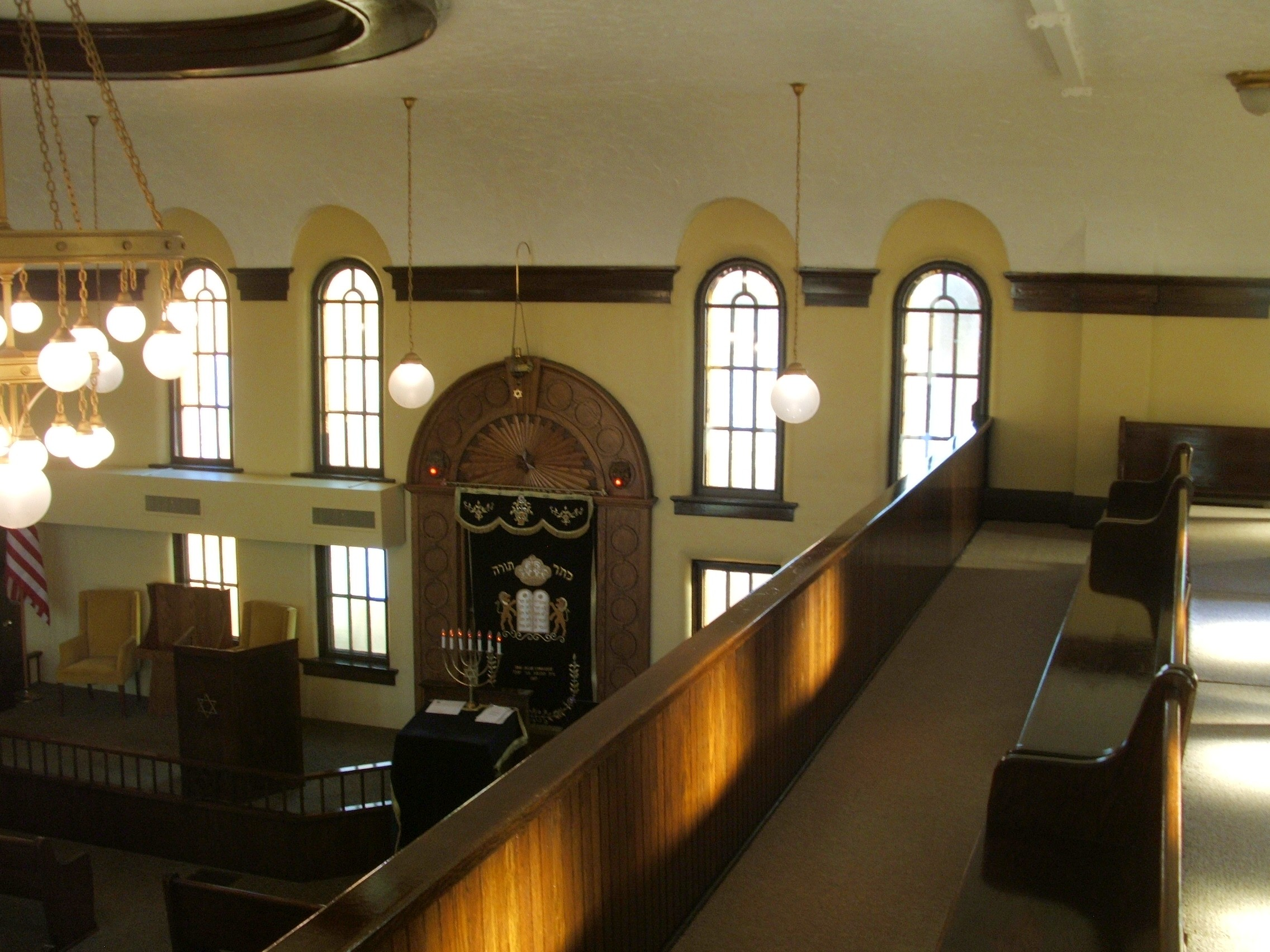
Mechitza nella sinagoga B'nai Jacob di Ottumwa (USA), usata per separare i due sessi

Durante i servizi di preghiera nelle sinagoghe ortodosse, i posti a sedere sono quasi sempre separati. Una mechitza viene utilizzata per dividere gli uomini e le donne, e spesso per bloccare la vista da una sezione all'altra, sebbene le altezze della mechitza possano variare da una sinagoga all'altra.
Gli ebrei conservatori, riformati e altri tipi di sinagoghe liberali, in genere non hanno aree separate.

### Matrimonio e Bar Mitzvah
In molti matrimoni e bar/bat mitzvah, spesso il luogo della cerimonia e il ricevimento hanno aree separate per i due sessi, usando a volte una mechitza.

### Piscine o "bagni"
Nell'Ebraismo ortodosso, molti sostengono non debbano fare il bagno e nuotare insieme. Le leggi che vietano derivano dai precetti di tzniut (modestia). In particolare solitamente si evita quindi anche la frequentazione di spiagge. Allora molte piscine nell'ambito delle comunità ebraiche hanno orari separati per attività natatorie.
L'Ebraismo conservatore e quello riformato, come anche altre forme di Ebraismo moderno, non hanno restrizioni circa il nuoto in comune. Anche molti Ortodossi Moderni partecipano al nuoto misto.

### Ballo
Attualmente, la maggior parte degli ebrei ortodossi non partecipa a danze "miste".

### Trasporti
Molti membri della corrente ebraica Haredi hanno preso l'abitudine di sedersi in aree separate durante il viaggio. Ciò varia da astenersi di sedere vicino a membri del sesso opposto, fino ad usare veicoli completamente separati.
La Compagnia aerea El Al ha in progetto di organizzare voli con separazione dei sessi o a sesso unico per gli haredi che osservano tale pratica discriminatoria.

### Altro
- Per esempio non può sussistere il passaggio camminando o lo stare anche seduti tra due individui di genere femminile, anche se minori.

- Anche il vedere/guardare "deve essere controllato", secondo l'etica ebraica.